# Kürdəmir
Kürdəmir – miasto w centralnym Azerbejdżanie, stolica rejonu Kürdəmir. Populacja w 2009 roku wynosiła 21 037. Kurdamir jako ośrodek został założony w 1730 roku. Odległość między Baku i Kurdamir wynosi 189 km.